# كوغورو موري
كوغورو موري (باليابانية: 毛利 小五郎) ويُعرف في النسخة العربية المدبلجة باسم توغو موري هو شخصية من شخصيات رئيسية في الأنمي والمانغا اليابانية المحقق كونان من تأليف غوشو أوياما. يبلغ من العمر 38 عامًا، وهو شرطي سابق استقال من عمله ليصبح محققًا خاصًا. على الرغم من أن خبرته في التحقيق كانت محدودة، إلا أن حياته تغيرت بعد قدوم كونان إيدوجاوا للعيش معه، حيث ازداد عدد زبائنه وأصبح مشهورًا بلقب "كوغورو النائم"، وذلك بسبب قيام كونان بتخديره باستخدام ساعة اليد المخدرة والتحدث بصوته لحل القضايا.

## الخلفية
كان كوغورو موري يعمل شرطيًا تحت قيادة المفتش ميغوري، لكنه استقال من الشرطة بعد حادثة قام فيها بإطلاق النار على زوجته إيري كيساكي عن طريق الخطأ أثناء إحدى القضايا. انفصلت عنه زوجته لاحقًا، رغم أنه لا يزال يحبها ويتمنى عودتها إليه، إلا أنها تتظاهر بعدم سماعه.

## الشخصية والصفات
يتميز كوغورو موري بالتسرع، وعدم التركيز، وحبه الشديد لشرب الكحول، حيث يظهر في العديد من المناسبات ثملاً. كما أنه معجب بالممثلة يوكو أوكينو، وكثيرًا ما يبدي اهتمامًا بالنساء اللواتي يلتقيهن أثناء القضايا. ورغم عاداته السيئة، إلا أنه يُحب ابنته ران موري بشدة، ويفعل أي شيء لحمايتها.

## المهارات والقدرات
- التحقيق: رغم أن معظم قضاياه تحل بفضل كونان، إلا أن هناك لحظات يثبت فيها كوغورو أنه قادر على حل الجرائم بنفسه.
- الجودو: كان بارعًا في الجودو في شبابه، وغالبًا ما يستخدم مهاراته الجسدية في الدفاع عن نفسه.
- الرماية: يمتلك مهارات عالية في الرماية، وهو أحد أفضل القناصين الذين ظهروا في السلسلة.[3]

## أصل الاسم
اسم "كوغورو موري" مستوحى من شخصيات أدبية غامضة؛ حيث جاء "كوغورو" من شخصية المحقق كوغورو أكيتشي، التي ابتكرها الكاتب إيدوجاوا رامبو، بينما جاء "موري" من اسم الكاتب الفرنسي موريس لوبلان.

## الإشاعة حول كونه زعيم المنظمة السوداء
انتشرت إشاعة على مواقع التواصل الاجتماعي منذ عام 2012 تزعم أن كوغورو موري هو زعيم المنظمة السوداء، وهو المسؤول عن تقلص شينتشي كودو (كونان). زادت هذه الشائعة بعد صدور الفيلم العشرين من السلسلة، الكابوس الأشد سوادًا، في عام 2016.
لكن هذه الإشاعة غير صحيحة، حيث تشير أدلة عديدة في الأنمي والمانغا إلى أن كوغورو ليس زعيم المنظمة. ففي الحلقة 425، كاد كوغورو أن يقتل من قبل المنظمة السوداء بعد اعتقادهم أنه متورط في زرع جهاز تتبع في حذاء ميزوناشي رينا، لكنه نجا بفضل تدخل كونان إيدوجاوا وشويشي أكاي من الـ FBI، مما يثبت أنه ليس له علاقة بالمنظمة.

## في الثقافة الشعبية
ظل كوغورو موري شخصية محبوبة بين متابعي المحقق كونان، بسبب طبيعته الفكاهية وتصرفاته الغريبة، مما جعله عنصرًا مهمًا في السلسلة.

## أقواله
الفيلم 9 
 الفيلم 9 
 الفيلم 9 
 الفيلم 9 
 الحلقة 29 
 الحلقة 29 
 الحلقة 425 
 الفلم 3 (بالنسخة المدبلجة) 